# Голям-Ізвор (Разградська область)
Голя́м-І́звор (болг. Голям извор) — село в Разградській області Болгарії. Входить до складу общини Самуїл.

## Населення
За даними перепису населення 2011 року у селі проживали 357 осіб.
Національний склад населення села:
| Національність   | Кількість осіб | Відсоток |
| ---------------- | -------------- | -------- |
| болгари          | 150            | 45,3%    |
| цигани           | 82             | 24,8%    |
| турки            | 39             | 11,8%    |
| інша             | 60             | 18,1%    |
| не визначились   | 0              | 0%       |
| Всього відповіли | 331            |          |

Розподіл населення за віком у 2011 році:
Динаміка населення: